# گایانه خاچاتریان
گایانه خاچاتریان (ارمنی: Գայանե Խաչատրյան؛ ۹ مهٔ ۱۹۴۲ – ۱ مهٔ ۲۰۰۹) یک نقاش و هنرمند گرافیک نوگرا اهل ارمنستان-گرجستان بود.

## زندگی‌نامه
وی در ۹ مهٔ ۱۹۴۲ در تفلیس در یک خانواده ارمنی به دنیا آمد و در مدرسه هنری نیکولادزه تحصیل نمود. وی را در سال ۱۹۶۷ سرگئی پاراجانف را ملاقات نمود.  وی در ۱ مهٔ ۲۰۰۹ در سن ۶۶ سالگی در تفلیس درگذشت و در پانتئون ارمنیان تفلیس به خاک سپرده شد.